# Puig Tomir
Der Puig Tomir ist ein 1103 m hoher Berg im Gebirge der Serra de Tramuntana auf der spanischen Baleareninsel Mallorca. Er befindet sich in der Nähe des Wallfahrtortes Lluc im Gemeindegebiet Escorca.

## Routen zum Gipfel
Eine Route beginnt auf dem Parkplatz von Lluc (480 m). Von der Zufahrtsstraße nach Lluc aus führt zunächst der Fernwanderweg GR 221 über das Refugi de Son Amer (540 m) zum Coll Pelat (690 m) und dann zum Coll des Pedregaret (650 m).

Dort wird der Fernwanderweg verlassen und es beginnt der Aufstieg zum Tomir. Ein Bergweg führt über Geröllzungen auf ein Felsplateau, wobei zwei felsige Kletterpassagen mit Drahtseilen und teilweise auch mit Trittbügeln gesichert sind. Der Weg zum Hauptgipfel ist mit Steinmännchen gekennzeichnet und verläuft nordöstlich über das Plateau zur Gipfelsäule. Unterhalb des Gipfels befinden sich am Osthang des Berges mehrere Schneehäuser.